# Dolichopus leucopus
Dolichopus leucopus är en tvåvingeart som beskrevs av Smirnov 1948. Dolichopus leucopus ingår i släktet Dolichopus och familjen styltflugor. Inga underarter finns listade i Catalogue of Life.